# ビズワン!
『ビズワン!』は岡山放送で2020年4月25日から2022年3月12日まで放送された経済番組。全22回。

## 番組概要
岡山県と香川県の会社などの紹介する経済番組で、主に土曜日の放送で月1回の放送であった。2020年度は第4土曜の放送だったが、2021年度は第2土曜の放送となった。番組終了後の代替番組は、『OHK Live』の月1の金曜にLiveトークコーナーとなった。
2020年12月26日及び2021年12月25日には、『Re:SETO』とのコラボ番組が放送された。

## 放送時間
2020年4月25日 - 2021年3月25日
- 第4土曜 15:15 - 15:45

2021年4月10日 - 2022年3月12日
- 第2土曜 15:00 - 15:30

## 出演者
- 北村麗（当時岡山放送アナウンサー）
- 篠田吉央（岡山放送アナウンサー）